# Грязный Буерак
Грязный Буерак — упразднённое село в Камышинском районе Волгоградской области России. Входило в состав Уметовского сельского поселения. Упразднено в 1985 году.

## География
Село располагалось в степной местности, в пределах Приволжской возвышенности, являющейся частью Восточно-Европейской равнины, на правом берегу в реки Гуселка (быв. Грязной буерак), на расстоянии примерно 11 километра (по прямой) к северо-западу от села Умёт.

## История
По данным «Списка населённых мест Российской империи по сведениям 1859—1873 годов», удельная деревня Грязноватый Буерак (Грязнуха) состояла из 40 дворов, в ней проживало 567 жителей (283 мужчины и 284 женщины). Деревня входила в состав 2-го стана Камышинского уезда Саратовской губернии.
В 1886 году бывшая удельная деревня Грязноватый Буерак входила в состав Гусельской волости Камышинского уезда Саратовской губернии и состояла из 128 дворов, количество жителей составило 678 человек.
С 1928 года — в составе Камышинского района Камышинского округа (округ упразднён в 1934 году) Нижневолжского края (с 1935 года — Сталинградского края, с 1936 года — Сталинградской области, с 1961 года — Волгоградской области). С 1935 года в Неткачевском районе.
По данным на 1936 год Грязный Буерак, центр Грязно-Буеракского сельсовета, состояло из 90 хозяйств, в которых проживало 272 человек, основное население — русские. В населённом пункте имелись начальна школа и фельдшерский пункт.
В 1955 году Неткачевский район включен в состав Молотовского района (с 1957 года Красноярский район). В 1963 году район разукрупнен, село передано в состав Котовского района.
Решением Волгоградского облисполкома от 12 октября 1964 года № 29/430 был передан хутор Грязный Буерак Купцовского сельского Совета Котовского района в административное подчинение Дворянского сельского Совета Камышинского района.
На основании решения Волгоградского облисполкома от 15 июля 1965 года № 20/393 был образован Уметовский сельсовет с центром в селе Умет, в его состав была передана из Дворянского сельсовета территория в границах земель совхоза «Уметовский» со всеми находящимися на ней населёнными пунктами.
Решением Волгоградского облисполкома от 07 сентября 1985 года № 21/606 село Грязный Буерак исключено из учётных данных.